# Liberianische Fußballnationalmannschaft (U-23-Männer)
Die liberianische U-23-Fußballnationalmannschaft ist eine Auswahlmannschaft liberianischer Fußballspieler, die der Liberia Football Association unterliegt. Sie repräsentiert den Verband bei internationalen Freundschaftsspielen wie auch von 1991 bis 2015 bei den Afrikaspielen und seit 2011 beim U-23-Afrika-Cup, welcher über die Teilnahme an den Olympischen Sommerspielen entscheidet.

## Geschichte

### Afrikaspiele
Die Mannschaft nahm erstmals bei der Qualifikation zu den Spielen 1995 teil. Hier wurde man gegen Sierra Leone gezogen, zog sich vor der Partie dann aber vom Wettbewerb zurück. Das Gleiche unternimmt der Verband mit der Mannschaft dann auch bei der Qualifikation zu den darauffolgenden Spielen. In der Phase der Qualifikation zu den Spielen 2003 gewann man dann per Walkover sogar zuerst gegen Benin, nur um dann selber per Walkover in der Zweiten Runde gegen Ghana zu verlieren.
Nachdem man an der Qualifikation zu den Spielen 2007 gar nicht erst teilgenommen hatte, wurde man in der zur Ausgabe im Jahr 2011 in der ersten Runde gegen Nigeria gezogen, wo man deutlich mit 2:7 nach Hin- und Rückspiel unterlag. Danach nahm man an der Qualifikationsphase zu den Spielen 2015 wieder nicht teil. Seit den Spielen 2019 ist es die Aufgabe der U-20 sich für den Wettbewerb zu qualifizieren.

### U-23-Afrika-Cup
Bei der Qualifikation zur Erstaustragung des U-23-Afrika-Cup im Jahr 2011, bekam es das Team in der Vorrunde mit Sierra Leone zu tun, gegen welche man sich erst im Elfmeterschießen nach Hin- und Rückspiel durchsetzen kann. In der ersten Runde verlor man nach zwei Spielen dann aber relativ deutlich gegen die Elfenbeinküste. In der ersten Runde der Qualifikation für die Ausgabe trifft man dann auf Ghana, wo man noch deutlicher mit 1:7 nach Hin- und Rückspiel unterliegt. Seitdem trat die Mannschaft in der Qualifikation gar nicht mehr erst an.

## Ergebnisse bei Turnieren
| Jahr | Platzierung        |
| ---- | ------------------ |
| 1991 | nicht teilgenommen |
| 1995 | nicht qualifiziert |
| 1999 | nicht qualifiziert |
| 2003 | nicht qualifiziert |
| 2007 | nicht teilgenommen |
| 2011 | nicht qualifiziert |
| 2015 | nicht teilgenommen |

| Jahr | Platzierung        |
| ---- | ------------------ |
| 2011 | nicht qualifiziert |
| 2015 | nicht qualifiziert |
| 2019 | keine Teilnahme    |
| 2023 | keine Teilnahme    |